# Fotballklubben Jerv 2016
Questa voce raccoglie le informazioni riguardanti il Fotballklubben Jerv nelle competizioni ufficiali della stagione 2016.

## Stagione
Il 16 dicembre 2015 sono stati compilati i calendari in vista della nuova stagione, con il Jerv che avrebbe disputato la 1ª giornata nel weekend del 3 aprile ospitando il Ranheim. Il 23 dicembre, l'allenatore Steinar Pedersen è stato scelto come nuovo tecnico dello Start, firmando un contratto triennale valido a partire dal 1º gennaio 2016. Il 15 gennaio 2016, Arne Sandstø è stato allora scelto al suo posto.
Il 1º aprile è stato sorteggiato il primo turno del Norgesmesterskapet 2016: il Jerv avrebbe così fatto visita al Vigør. Al secondo turno, la squadra è stata sorteggiata contro il Vindbjart. Il Jerv è stato sconfitto per 2-0 in questa sfida, salutando così la competizione.
Il Jerv ha chiuso l'annata al 3º posto, centrando così un posizionamento utile per le qualificazioni all'Eliteserien. Dopo aver eliminato Mjøndalen e Kongsvinger, la squadra ha avuto la peggio nel doppio confronto con lo Stabæk, mancando così la promozione.

## Maglie e sponsor
Lo sponsor tecnico per la stagione 2016 è stato Umbro, mentre lo sponsor ufficiale è stato J. J. Ugland. La divisa casalinga era composta da una maglietta gialla, con pantaloncini blu e calzettoni gialli. Quella da trasferta prevedeva una maglia rossa, con pantaloncini e calzettoni bianchi.
| Casa | Trasferta |

## Rosa
| N. |                     | Ruolo | Calciatore               |
| -- | ------------------- | ----- | ------------------------ |
| 1  | Norvegia (bandiera) | P     | Øyvind Knutsen           |
| 2  | Norvegia (bandiera) | D     | Glenn Andersen           |
| 3  | Norvegia (bandiera) | D     | Dejan Corovic            |
| 4  | Norvegia (bandiera) | D     | Espen Knudsen            |
| 5  | Norvegia (bandiera) | D     | Nils Petter Andersen     |
| 6  | Norvegia (bandiera) | C     | Tobias Collett           |
| 7  | Norvegia (bandiera) | A     | Ulrik Berglann           |
| 8  | Norvegia (bandiera) | C     | Christopher MacConnacher |
| 9  | Norvegia (bandiera) | C     | Eirik Haugstad           |
| 10 | Norvegia (bandiera) | C     | Christoffer Myhre        |
| 11 | Norvegia (bandiera) | D     | Jan Jenssen              |
| 12 | Norvegia (bandiera) | P     | Stian Christensen        |

| N. |                      | Ruolo | Calciatore          |
| -- | -------------------- | ----- | ------------------- |
| 15 | Norvegia (bandiera)  | D     | Halvor Hofstad      |
| 16 | Norvegia (bandiera)  | C     | Joachim Edvardsen   |
| 17 | Ghana (bandiera)     | C     | Fuseini Mohammed    |
| 19 | Norvegia (bandiera)  | D     | Kristoffer Tønnesen |
| 20 | Norvegia (bandiera)  | A     | Jakob Erzeid Toft   |
| 21 | Senegal (bandiera)   | A     | Pape Moussa Sow     |
| 23 | Norvegia (bandiera)  | C     | Andreas Hagen       |
| 25 | Nigeria (bandiera)   | C     | Michael Ogungbaro   |
| 28 | Norvegia (bandiera)  | C     | Sander Haugen       |
| 33 | Ghana (bandiera)     | A     | Dennis Antwi        |
| 69 | Norvegia (bandiera)  | A     | Alexander Lind      |
| 89 | Danimarca (bandiera) | C     | Tonny Brochmann     |

## Calciomercato

### Sessione invernale(dal 01/01 al 31/03)
| Arrivi | Arrivi            | Arrivi      | Arrivi     |
| R.     | Nome              | da          | Modalità   |
| ------ | ----------------- | ----------- | ---------- |
| C      | Tonny Brochmann   |             | svincolato |
| C      | Michael Ogungbaro | Midtjylland | definitivo |
| A      | Ulrik Berglann    | Bodø/Glimt  | definitivo |

| Partenze | Partenze                | Partenze | Partenze   |
| R.       | Nome                    | a        | Modalità   |
| -------- | ----------------------- | -------- | ---------- |
| P        | Jostein Aaland          | Arendal  | definitivo |
| D        | Alain Delgado           |          | svincolato |
| D        | Henrik Robstad          | Start    | definitivo |
| C        | Morten Benestad         |          | svincolato |
| C        | Steinar Berås           | Arendal  | definitivo |
| C        | Tobias Olsvik           | Arendal  | definitivo |
| A        | Ole Christian Langeland |          | svincolato |
| A        | Ohi Omoijuanfo          | Stabæk   | definitivo |

### Sessione estiva(dal 21/07 al 17/08)
| Arrivi | Arrivi          | Arrivi | Arrivi     |
| R.     | Nome            | da     | Modalità   |
| ------ | --------------- | ------ | ---------- |
| C      | Eirik Haugstad  | Stabæk | definitivo |
| A      | Pape Moussa Sow |        | svincolato |

| Partenze | Partenze         | Partenze | Partenze   |
| R.       | Nome             | a        | Modalità   |
| -------- | ---------------- | -------- | ---------- |
| C        | Fuseini Mohammed | Åsane    | definitivo |
| A        | Dennis Antwi     | Start    | definitivo |

## Risultati

### 1. divisjon

#### Girone di andata
| Arbitro: | Saggi (Drammen) |

|                                   |           |           |
| Brochmann 55’ (rig.) Tønnesen 90’ | Marcatori | 30’ Stene |

| Arbitro: | Amland (Bergen) |

|                                    |           |  |
| Kippersund Rønningen 14’ Bamba 84’ | Marcatori |  |

| Arbitro: | Hagenes (Marikollen) |

|               |           |           |
| Brochmann 16’ | Marcatori | 44’ Rasch |

| Arbitro: | Haugen (Rælingen) |

|                                                                     |           |  |
| Güven 7’ Moldskred 21’ (rig.) Maykel 39’ Røyrane 48’ Sotiroglou 76’ | Marcatori |  |

| Arbitro: | Gjermshus (Oslo) |

|                     |           |                           |
| Antwi 30’ Myhre 58’ | Marcatori | 8’ Melgalvis 15’ Strømnes |

| Arbitro: | Følstad Skarsem (Trondheim) |

|  |           |               |
|  | Marcatori | 14’ Brochmann |

| Arbitro: | Hansen (Oslo) |

|  |           |                    |
|  | Marcatori | 3’ (aut.) Andersen |

| Arbitro: | Larsen |

|  |           |               |
|  | Marcatori | 61’ Brochmann |

| Arbitro: | Hagenes (Marikollen) |

|           |           |                |
| Antwi 32’ | Marcatori | 53’ Pellegrino |

| Arbitro: | Amland (Bergen) |

|             |           |           |
| Jørstad 39’ | Marcatori | 74’ Antwi |

| Arbitro: | Gjermshus (Oslo) |

|             |           |  |
| Jenssen 31’ | Marcatori |  |

| Arbitro: | Smehus Kringstad (Oslo) |

|  |           |              |
|  | Marcatori | 11’ Berglann |

| Arbitro: | Følstad Skarsem (Trondheim) |

|                                                    |           |                  |
| Brochmann 8’ Antwi 18’, 32’ Hagen 23’ Berglann 48’ | Marcatori | 5’ (rig.) Shroot |

| Arbitro: | Steen (Bergen) |

|                                   |           |                                   |
| Vallés 41’ Storbæk 64’ Kovács 85’ | Marcatori | 45’ (aut.) C. Hansen 68’ Berglann |

| Arbitro: | Hansen (Oslo) |

|            |           |               |
| Herrem 90’ | Marcatori | 58’ Brochmann |

#### Girone di ritorno
| Arbitro: | Hauge (Bergen) |

|                                      |           |                         |
| Hagen 22’ Edvardsen 54’ Berglann 67’ | Marcatori | 79’ Moldskred 80’ Güven |

| Arbitro: | Smehus Kringstad (Oslo) |

|             |           |               |
| Gauseth 71’ | Marcatori | 49’ Ogungbaro |

| Arbitro: | Jonsson Trædal (Oslo) |

|                    |           |  |
| Lind 48’ Myhre 69’ | Marcatori |  |

| Arbitro: | Haugen (Rælingen) |

|              |           |                                                         |
| Flatgård 89’ | Marcatori | 31’ Lind 36’ (aut.) Tronseth 79’ Haugstad 83’ Ogungbaro |

| Arbitro: | Saggi (Drammen) |

|                                              |           |  |
| Hagen 12’ Ogungbaro 45’ Sow 45’ Berglann 88’ | Marcatori |  |

| Arbitro: | Moen (Oslo) |

|         |           |                  |
| Bye 53’ | Marcatori | 45’ Lind 86’ Sow |

| Arbitro: | Følstad Skarsem (Trondheim) |

|               |           |  |
| Brochmann 66’ | Marcatori |  |

| Arbitro: | Tennøy (Bergen) |

|                                |           |              |
| Flo 37’ Johansen Westgaard 78’ | Marcatori | 90’ Andersen |

| Arbitro: | Borgersen (Oslo) |

|                        |           |  |
| Hagen 23’ Andersen 88’ | Marcatori |  |

| Arbitro: | Hagenes (Marikollen) |

|              |           |                        |
| Lind 7’, 73’ | Marcatori | 14’ Mjelde 38’ Sødlund |

| Arbitro: | Saggi (Drammen) |

|  |           |                            |
|  | Marcatori | 30’ Brochmann 53’ Haugstad |

| Arbitro: | Amland (Bergen) |

|         |           |                                 |
| Sow 85’ | Marcatori | 21’ Khalili 35’ Helle 88’ Ajeti |

| Arbitro: | Moen (Oslo) |

|  |           |              |
|  | Marcatori | 84’ Andersen |

| Arbitro: | Saggi (Drammen) |

|               |           |           |
| Brochmann 21’ | Marcatori | 25’ Bamba |

| Arbitro: | Borgersen (Oslo) |

|                     |           |                     |
| Trøen 12’ Rasch 86’ | Marcatori | 51’ (rig.) Andersen |

#### Qualificazioni all'Eliteserien
| Arbitro: | Hagenes (Marikollen) |

|                           |           |                   |
| Haugstad 9’ Brochmann 60’ | Marcatori | 57’ Sylling Olsen |

| Arbitro: | Kjensli (Oslo) |

|                            |           |            |
| Andersen 32’ Brochmann 39’ | Marcatori | 16’ Maykel |

| Arbitro: | Skjerven (Kaupanger) |

|               |           |  |
| Ogungbaro 76’ | Marcatori |  |

| Arbitro: | Moen (Haugesund) |

|                     |           |  |
| Omoijuanfo 83’, 85’ | Marcatori |  |

### Norgesmesterskapet
| Kristiansand 13 aprile 2016, ore 18:00 Primo turno                           | Vigør     | 1 – 2 (d.t.s.) referto         | Jerv | Hellemyr Kunstgress |
| \| \| \| \| \| Høyland 77’ \| Marcatori \| 64’ Ogungbaro 111’ Erzeid Toft \| |           |                                |      |                     |
|                                                                              |           |                                |      |                     |
| Høyland 77’                                                                  | Marcatori | 64’ Ogungbaro 111’ Erzeid Toft |      |                     |

| Vennesla 27 aprile 2016, ore 18:00 Secondo turno            | Vindbjart | 2 – 0 referto | Jerv | Moseidmoen (723 spett.) |
| \| \| \| \| \| Gausdal 27’ Vindfjell 55’ \| Marcatori \| \| |           |               |      |                         |
|                                                             |           |               |      |                         |
| Gausdal 27’ Vindfjell 55’                                   | Marcatori |               |      |                         |

## Statistiche

### Statistiche di squadra
| Competizione          | Punti | In casa | In casa | In casa | In casa | In casa | In casa | In trasferta | In trasferta | In trasferta | In trasferta | In trasferta | In trasferta | Totale | Totale | Totale | Totale | Totale | Totale | DR  |
| Competizione          | Punti | G       | V       | N       | P       | Gf      | Gs      | G            | V            | N            | P            | Gf           | Gs           | G      | V      | N      | P      | Gf     | Gs     | DR  |
| --------------------- | ----- | ------- | ------- | ------- | ------- | ------- | ------- | ------------ | ------------ | ------------ | ------------ | ------------ | ------------ | ------ | ------ | ------ | ------ | ------ | ------ | --- |
| 1. divisjon           | 53    | 15      | 8       | 5       | 2       | 28      | 15      | 15           | 7            | 3            | 5            | 19           | 19           | 30     | 15     | 8      | 7      | 47     | 34     | +13 |
| Qual. all'Eliteserien | -     | 3       | 3       | 0       | 0       | 5       | 2       | 1            | 0            | 0            | 1            | 0            | 2            | 4      | 3      | 0      | 1      | 5      | 4      | +1  |
| Norgesmesterskapet    | -     | 0       | 0       | 0       | 0       | 0       | 0       | 2            | 1            | 0            | 1            | 2            | 3            | 2      | 1      | 0      | 1      | 2      | 3      | -1  |
| Totale                | -     | 18      | 11      | 5       | 2       | 33      | 17      | 18           | 8            | 3            | 7            | 21           | 24           | 36     | 19     | 8      | 9      | 54     | 41     | +13 |

### Andamento in campionato
| Giornata  | 1 | 2 | 3 | 4  | 5  | 6 | 7  | 8 | 9  | 10 | 11 | 12 | 13 | 14 | 15 | 16 | 17 | 18 | 19 | 20 | 21 | 22 | 23 | 24 | 25 | 26 | 27 | 28 | 29 | 30 |
| --------- | - | - | - | -- | -- | - | -- | - | -- | -- | -- | -- | -- | -- | -- | -- | -- | -- | -- | -- | -- | -- | -- | -- | -- | -- | -- | -- | -- | -- |
| Luogo     | C | T | C | T  | C  | T | C  | T | C  | T  | C  | T  | C  | T  | T  | C  | T  | C  | T  | C  | T  | C  | T  | C  | C  | T  | C  | T  | C  | T  |
| Risultato | V | P | N | P  | N  | V | P  | V | N  | N  | V  | V  | V  | P  | N  | V  | N  | V  | V  | V  | V  | V  | P  | V  | N  | V  | P  | V  | N  | P  |
| Posizione | 5 | 7 | 8 | 12 | 13 | 7 | 10 | 9 | 10 | 9  | 8  | 5  | 4  | 4  | 4  | 4  | 4  | 4  | 4  | 3  | 2  | 2  | 3  | 3  | 3  | 3  | 3  | 3  | 3  | 3  |

Fonte:  OBOS-ligaen 2016, su altomfotball.no, Altomfotball.
Legenda:

Luogo: C = Casa; T = Trasferta. Risultato: V = Vittoria; N = Pareggio; P = Sconfitta.

### Statistiche dei giocatori
| Giocatore       | 1. divisjon | 1. divisjon | 1. divisjon | 1. divisjon | Norgesmesterskapet | Norgesmesterskapet | Norgesmesterskapet | Norgesmesterskapet | Coppe europee | Coppe europee | Coppe europee | Coppe europee | Qual. all'Eliteserien | Qual. all'Eliteserien | Qual. all'Eliteserien | Qual. all'Eliteserien | Totale   | Totale | Totale      | Totale     |
| Giocatore       | Presenze    | Reti        | Ammonizioni | Espulsioni  | Presenze           | Reti               | Ammonizioni        | Espulsioni         | Presenze      | Reti          | Ammonizioni   | Espulsioni    | Presenze              | Reti                  | Ammonizioni           | Espulsioni            | Presenze | Reti   | Ammonizioni | Espulsioni |
| --------------- | ----------- | ----------- | ----------- | ----------- | ------------------ | ------------------ | ------------------ | ------------------ | ------------- | ------------- | ------------- | ------------- | --------------------- | --------------------- | --------------------- | --------------------- | -------- | ------ | ----------- | ---------- |
| G. Andersen     | 27          | 3           | 2           | 0           | 1                  | 0                  | 0                  | 0                  |               |               |               |               | 4                     | 1                     | 0                     | 0                     | 32       | 4      | 2           | 0          |
| N. Andersen     | 1           | 1           | 0           | 0           | 0                  | 0                  | 0                  | 0                  |               |               |               |               | 0                     | 0                     | 0                     | 0                     | 1        | 1      | 0           | 0          |
| D. Antwi        | 15          | 5           | 3           | 1           | 2                  | 0                  | 1                  | 0                  |               |               |               |               | -                     | -                     | -                     | -                     | 17       | 5      | 4           | 1          |
| U. Berglann     | 29          | 5           | 3           | 0           | 2                  | 0                  | 1                  | 0                  |               |               |               |               | 4                     | 0                     | 1                     | 0                     | 35       | 5      | 5           | 0          |
| T. Brochmann    | 28          | 9           | 4           | 0           | 2                  | 0                  | 1                  | 0                  |               |               |               |               | 4                     | 2                     | 0                     | 0                     | 34       | 11     | 5           | 0          |
| S. Christensen  | 2           | -6          | 0           | 0           | 0                  | -0                 | 0                  | 0                  |               |               |               |               | 0                     | -0                    | 0                     | 0                     | 2        | -6     | 0           | 0          |
| T. Collett      | 12          | 0           | 0           | 0           | 1                  | 0                  | 0                  | 0                  |               |               |               |               | 0                     | 0                     | 0                     | 0                     | 13       | 0      | 0           | 0          |
| D. Corovic      | 26          | 0           | 4           | 0           | 2                  | 0                  | 0                  | 0                  |               |               |               |               | 2                     | 0                     | 0                     | 0                     | 30       | 0      | 4           | 0          |
| J. Edvardsen    | 25          | 1           | 0           | 0           | 1                  | 0                  | 0                  | 0                  |               |               |               |               | 1                     | 0                     | 0                     | 0                     | 27       | 1      | 0           | 0          |
| J. Erzeid Toft  | 7           | 0           | 0           | 0           | 1                  | 1                  | 0                  | 0                  |               |               |               |               | 0                     | 0                     | 0                     | 0                     | 8        | 1      | 0           | 0          |
| A. Hagen        | 22          | 4           | 1           | 0           | 1                  | 0                  | 0                  | 0                  |               |               |               |               | 4                     | 0                     | 0                     | 0                     | 27       | 4      | 1           | 0          |
| S. Haugen       | 1           | 0           | 0           | 0           | 0                  | 0                  | 0                  | 0                  |               |               |               |               | 0                     | 0                     | 0                     | 0                     | 1        | 0      | 0           | 0          |
| E. Haugstad     | 11          | 2           | 2           | 0           | -                  | -                  | -                  | -                  |               |               |               |               | 4                     | 1                     | 0                     | 0                     | 15       | 3      | 2           | 0          |
| H. Hofstad      | 0           | 0           | 0           | 0           | 0                  | 0                  | 0                  | 0                  |               |               |               |               |                       |                       |                       |                       | 0        | 0      | 0           | 0          |
| J. Jenssen      | 14          | 1           | 1           | 0           | 1                  | 0                  | 0                  | 0                  |               |               |               |               | 0                     | 0                     | 0                     | 0                     | 15       | 1      | 1           | 0          |
| E. Knudsen      | 28          | 0           | 0           | 0           | 2                  | 0                  | 1                  | 0                  |               |               |               |               | 4                     | 0                     | 1                     | 0                     | 34       | 0      | 2           | 0          |
| Ø. Knutsen      | 29          | -28         | 1           | 1           | 2                  | -3                 | 0                  | 0                  |               |               |               |               | 4                     | -4                    | 0                     | 0                     | 35       | -35    | 1           | 1          |
| A. Lind         | 18          | 5           | 0           | 0           | 2                  | 0                  | 0                  | 0                  |               |               |               |               | 4                     | 0                     | 1                     | 0                     | 24       | 5      | 1           | 0          |
| C. MacConnacher | 19          | 0           | 4           | 0           | 1                  | 0                  | 0                  | 0                  |               |               |               |               | 4                     | 0                     | 2                     | 0                     | 24       | 0      | 6           | 0          |
| F. Mohammed     | 4           | 0           | 1           | 0           | 1                  | 0                  | 0                  | 0                  |               |               |               |               | -                     | -                     | -                     | -                     | 5        | 0      | 1           | 0          |
| C. Myhre        | 21          | 2           | 0           | 0           | 2                  | 0                  | 0                  | 0                  |               |               |               |               | 3                     | 0                     | 0                     | 0                     | 26       | 2      | 0           | 0          |
| M. Ogungbaro    | 24          | 3           | 3           | 0           | 1                  | 1                  | 0                  | 0                  |               |               |               |               | 4                     | 1                     | 0                     | 0                     | 29       | 5      | 3           | 0          |
| M. Sow          | 8           | 3           | 1           | 0           | -                  | -                  | -                  | -                  |               |               |               |               | 2                     | 0                     | 0                     | 0                     | 10       | 3      | 1           | 0          |
| K. Tønnesen     | 29          | 1           | 1           | 0           | 2                  | 0                  | 0                  | 0                  |               |               |               |               | 4                     | 0                     | 0                     | 0                     | 35       | 1      | 1           | 0          |